# Thomas R. Holtz, Jr.
Thomas Richard Holtz, Jr., Ph.D. (nascut l'any 1965 a Los Angeles) és un paleontòleg i professor (senior lecturer) en el Departament de Geologia de la Universitat de Maryland. Ha publicat extensament sobre la filogènia, morfologia,ecomorfologia i la locomoció dels depredadors terrestres, especialment els tiranosàurids i altres dinosaures teròpodes. Ha escrit el llibre Dinosaurs: The Most Complete, Up-to-Date Encyclopedia for Dinosaur Lovers of All Ages i és autor o coautor dels capítols "Saurischia", "Basal Tetanurae", i "Tyrannosauroidea" en la segona edició de The Dinosauria. Ha assessorat científicament la sèrie de la BBC Walking With Dinosaurs.

## Teories
Holtz ha portat diverses teories noves i hipòtesis sobre la classificació dels dinosaures. Per exemple, va encunyar els termes Maniraptoriformes i Arctometatarsus. També va proposar dos sistemes de classificació pel teròpods
Holtz va ser important en el descobriment que els tyrannosauroids no eren carnosaures, com es creia anteriorment, sinó grans coelurosaures.

## Algunes publicacions
- Holtz, Thomas R., Jr. «The phylogenetic position of the Tyrannosauridae: implications for theropod systematics». Journal of Paleontology, 68, 1994, pàg. 1100−1117. JSTOR: 1306180.
- Holtz, Thomas R., Jr. «The arctometatarsalian pes, an unusual structure of the metatarsus of Cretaceous Theropoda (Dinosauria: Saurischia)». Journal of Paleontology, 14, 1995, pàg. 480−519. DOI: 10.1080/02724634.1995.10011574. JSTOR: 4523590.
- Holtz, Thomas R., Jr. «Phylogenetic taxonomy of the Coelurosauria (Dinosauria: Theropoda)». Journal of Paleontology, 70, 1996, pàg. 536−538. JSTOR: 1306452.
- Holtz, Thomas R., Jr. «A new phylogeny of the carnivorous dinosaurs». Gaia, 15, 1998, pàg. 5–61.
- Farlow, James O.; Gatesy, Stephen M.; Holtz, Thomas R., Jr.; Hutchinson, John R.; Robinson, John M. «Theropod locomotion». American Zoologist, 40, 2000, pàg. 640−663. DOI: 10.1093/icb/40.4.640.
- Holtz, Thomas R., Jr.; Skrepnick, Michael William. T. Rex: hunter or scavenger?.  Nova York: Random House, 2003. ISBN 0-375-81297-0.
- Holtz, Thomas R., Jr.; Rey, Luis V. Dinosaurs: the most complete, up-to-date encyclopedia for dinosaur lovers of all ages.  Nova York: Random House, 2007. ISBN 978-0-375-82419-7.